# 美国太空气象预报中心
直到2007年，太空天气预报中心（英語：Space Weather Prediction Center）一直被命名为太空环境中心，是位于科罗拉多州博尔德的美国国家气象局的一个实验室和服务中心。美国国家气象局是美国国家海洋和大气管理局的一部分。美国太空气象预报中心不断监测和预测地球的空间环境，提供日地信息；其也是美国空间天气警报官方来源。

## 詳細描述
空间天气预报中心是九个国家环境预报中心之一，提供太阳和地球物理事件的实时监测和预报，进行日地物理(即太阳物理学)的研究，并开发预报太阳和地球物理扰动的技术。空间天气预报中心由美国国家海洋和大气管理局(NOAA)和美国空军(USAF)联合运营，是国家和世界对可能影响在空间环境中工作的人员和设备的干扰的预警中心。空间天气预报中心与许多提供数据和观测结果的国家和国际伙伴合作。
以下列出一些依赖空间天气预报中心服务的机构和行业:
- 美国电网基础设施

- 商业航空业

- 运输部(使用全球定位系统)

- NASA载人航天飞行活动(NASA依靠SWPC的数据来保护国际空间站上价值10亿美元的机械臂)

- 卫星发射和操作

- 美国太空部队的行动支持

- 商业和公共用户(SWPC 网站每天的点击量超过50万次)

美国联邦航空管理局(FAA)要求调度员考虑每次极地飞行的短波通信退化情况。如果空中交通管制(ATC)通信受到破坏，航班可以根据 SWPC 太阳辐射警报进行改道，估计每架航班的成本高达10万美元。在2001年的23天里，有25个航班因为无线电中断而改道。

## 外部鏈接
- 日冕物質抛射
- 航天气象组（英语：Spaceflight Meteorology Group）
- 博尔德地磁观测台（英语：Boulder Geomagnetic Observatory）